# Liste der Baudenkmäler in Regensburg-Oberisling-Leoprechting-Graß
Auf dieser Seite sind die Baudenkmäler in der Oberpfälzer Bezirkshauptstadt Regensburg zusammengestellt. Diese Tabelle ist eine Teilliste der Liste der Baudenkmäler in Bayern. Grundlage ist die Bayerische Denkmalliste, die auf Basis des Bayerischen Denkmalschutzgesetzes vom 1. Oktober 1973 erstmals erstellt wurde und seither durch das Bayerische Landesamt für Denkmalpflege geführt wird. Die folgenden Angaben ersetzen nicht die rechtsverbindliche Auskunft der Denkmalschutzbehörde.

## Baudenkmäler
| Lage                         | Objekt                              | Beschreibung | Akten-Nr.       | Bild                                |
| ---------------------------- | ----------------------------------- | --- | --------------- | ----------------------------------- |
| Brücklmaierweg 8 (Standort)  | Wegkapelle Vierzehn Nothelfer       | Abgewalmter Satteldachbau mit Giebeldachreiter und Welscher Haube, 1930; mit älterer Ausstattung | D-3-62-000-245  | Wegkapelle Vierzehn Nothelfer       |
| Burgweg 1, 2 (Standort)      | Ehemalige Burg, Burgstall           | Wohl 12. Jahrhundert, nach dem Dreißigjährigen Krieg verfallen Katholische Nebenkirche und ehemalige Burgkapelle St. Michael, Saalbau mit rechteckigem Chor und Zwiebeldachreiter, 14. Jahrhundert, unter Einbeziehung von Teilen der Ringmauer, 1689 umgebaut; mit Ausstattung Grabenanlage mit Resten der Futtermauer, wohl 12. Jahrhundert Wohnhaus, zweigeschossiger und traufständiger Satteldachbau bezeichnet mit „1714“, über der Futtermauer | D-3-62-000-260  | Ehemalige Burg, Burgstall           |
| Deutschherrnweg 4 (Standort) | Gasthaus                            | Zweigeschossiger Walmdachbau, 16./17. Jahrhundert, Tür 18. Jahrhundert | D-3-62-000-292  | Gasthaus                            |
| Zehentstraße 10 (Standort)   | Katholische Filialkirche St. Martin | Saalbau mit abgewalmtem Satteldach und Fassadenturm mit Treppengiebeln, spätromanisch, 13. Jahrhundert, Chor Ende 14. Jahrhundert, Langhaus ab 1727 umgebaut; mit Ausstattung Friedhofsmauer mit übergiebeltem Tor, barock | D-3-62-000-1456 | Katholische Filialkirche St. Martin |